# Сумская волость (Сумский уезд)
Сумская волость — административно-территориальная единица Сумского уезда Харьковской губернии в составе Российской империи. Административный центр — город Сумы.
К 1862 году в состав волости входило 1886 дворов в 43-х поселениях 7-ми сельских общин:
- город Сумы;
- село Пришиб;
- хутор Ильшевский;
- хутор Михайловский;
- хутор Пушкарей;
- хутор Долгополов;
- хутор Кононенков;
- хутор Севериков;
- хутор Грищенков;
- хутор Ольховиков;
- хутор Степаненков;
- хутор Стреличный;
- хутор Никонцы;
- хутор Ткаченков.

Всего в волости проживало 5673 человек мужского пола и 5798 — женского. Крупнейшие поселения волости по состоянию на 1914 год:
- село Лука — 1440 жителей;
- поселок Оболонь — 1210 жителей;
- село Старое — 2410 жителей.

Старшиной волости являлся Онис Иванович Козицкий, волостным писарем был Степан Григорьевич Ворона, председателем волостного суда — Григорий Филиппович Сергиенко.